# Suiti
Suiti (seltener: Suyty) ist der Name einer katholischen Minderheit im ansonsten eher protestantisch, orthodox oder atheistisch geprägten Lettland. Insgesamt sind knapp ein Fünftel bis ein Viertel der Einwohner Lettlands katholisch (440.000 bis 550.000 von 2,3 Mio.), die meisten von ihnen leben im Osten des Landes in Lettgallen.

## Verbreitung
Diese sich selbst als Suiti bezeichnende Gruppe von Katholiken lebt in einem relativ geschlossenen Gebiet, das sich über 402 Quadratkilometer erstreckt und etwa 2800 Einwohner haben soll. Zentrum des Gebietes sind die Ortschaften (Dörfer) Alsunga (deutsch: Alschwangen), Gudenieki im Westen des Bezirks Kuldīga und Jūrkalne im Süden des Bezirks Ventspils.

## Tradition
Die Suiti wurden im 17. Jahrhundert (wieder) katholisch, als der über Alsunga gebietende Graf Johann Ulrich von Schwerin eine Polin heiratete und deshalb zum Katholizismus konvertierte. Johann Ulrich soll 1634 jesuitische Missionare ins Land gerufen haben, aber schon 1636 vergiftet worden sein. Als das Adelsgeschlecht derer von Schwerin das Land 1728 an das Herzogtum Kurland und Semgallen verkaufte, hatte sich der Katholizismus in der kleinen Region bereits fest verankert. Neben der St.-Michael-Kirche in Alsunga stehen den Suiti noch zwei weitere katholische Kirchen in Jūrkalne und Gudenieki zur Verfügung.
Die Suiti sollen sich fortan von den protestantischen Nachbarn isoliert und interreligiöse Ehen nicht zugelassen haben. Im Laufe dieser fast vier Jahrhunderte währenden Selbstisolation bildete sich eine mit polnischen, deutschen, litauischen und livischen Einflüssen angereicherte Varietät des Lettischen heraus. Sie ist durch Tausende von Volksliedern belegt (angeblich 52.000). Der Ethnologe Ludis Bērziņš brachte 1924 erstmals einen Suiti-Chor nach Riga. Ab 1926 widmete sich der Ethnomusikologe Emilis Melngailis dem Studium der Suiti-Volkslieder. Zwei katholische Nichtregierungsorganisationen geben für die Suiti heute eine eigene Kreiszeitung heraus (Суйтский край, Suytskiy kray). Im Oktober 2009 wurde die Suiti-Kultur in die Liste des Immateriellen Kulturerbes der UNESCO aufgenommen und steht somit unter Schutz.

## Probleme mit der Verwaltungsgliederung
Seit 2007 protestieren die Suiti gegen die verwaltungstechnische Neugliederung Lettlands, durch die ihr Siedlungsgebiet auf die Bezirke Kuldīga, Alsunga und Ventspils verteilt wurde. Um der Forderung nach einem eigenen Verwaltungsbezirk Nachdruck zu verleihen, wurde am 24. November 2008 beschlossen, am Tag der für 6. Juni 2009 angesetzten Kommunalwahlen für einen Tag einen eigenen Staat zu errichten. Diese Unabhängigkeitserklärung bewirkte ein relativ großes Echo in den Massenmedien und am 18. Dezember wurde die Errichtung eines eigenen Bezirks Alsunga in den Grenzen der ehemaligen Gemeinde genehmigt. Zu einer Angliederung der anderen Siedlungsgebiete der Suiti an diesen Bezirk kam es jedoch nicht, stattdessen kam der Bezirk Alsunga 2021 in einer erneuten Gebietsneugliederung zum vergrößerten Bezirk Kuldīga.

## Dokumentarfilm
Das Leben der Suiti zeigt die Dokumentarfilmerin Ināra Kolmane in ihrem in Alsunga und in Japan gedrehten Film „Ručs un Norie“ (2015) über die tiefe Freundschaft einer alten Suiti (Marija Steimane) und der jungen japanischen Ethnologin (Norie Tsuruta).